# 범평초등학교
범평초등학교는 대한민국 경상남도 밀양시 초동면 초동중앙로 439 (범평리)에 있었던 공립 초등학교이다.

## 학교 연혁
- 1967년 12월 3일 초동국민학교 명성분교장 개설
- 1969년 3월 1일 범평국민학교 인가
- 1972년 2월 15일 제1회 졸업
- 1996년 3월 1일 범평초등학교로 개칭
- 1998년 2월 20일 제27회 졸업(총 1401명)
- 1998년 3월 1일 초동초등학교로 통폐합

## 폐교 이후
폐교 이후 학교 부지에 같은 해 7월 20일 미리벌 민속박물관이 개관하였다.